# Разим, Алеш
Алеш Разим (чеш. Aleš Razým; род. 19 августа 1986 года, Пльзень) — чешский лыжник, участник двух Олимпийских игр, призёр этапа Кубка мира. Специалист спринтерских гонок.
В Кубке мира Разим дебютировал в 2005 году, в январе 2013 года единственный раз попал в тройку лучших на этапе Кубка мира, в  эстафете. Кроме этого, на сегодняшний момент, имеет на своём счету 4 попадания в десятку лучших на этапах Кубка мира, все в командных гонках, в личных гонках не поднимался выше 11-го места. Лучшим достижением Разима в общем итоговом зачёте Кубка мира является 78-е место в сезоне 2008/09.
На Олимпиаде-2010 в Ванкувере занял 44-е место в спринте.
На чемпионате мира 2009 года был 6-м в спринте и 12-м в командном спринте.
Использует лыжи и ботинки производства фирмы Fischer.